# Lluís Alpera
Lluís Alpera i Leiva (Valence, 24 juillet 1938 – 15 décembre 2018) est un poète, critique littéraire et philologue espagnol d'expression catalane.

## Biographie
Il commence des études de philosophie et de lettres à l'université de Valence et termine à Madrid, où il se spécialise en philologie romane. Il obtient son doctorat en 1965 à l'université de Valence avec une thèse sur la langue de Francesc Eiximenis. Il fonde le Département de philologie catalane à l'université d'Alicante, où il exerce comme professeur jusqu'à sa retraite,.